# Gradsko-kotarska nogometna liga Rijeka 1957./58.
Gradsko-kotarska nogometna liga Rijeka, također i pod nazivima Kotarsko nogometno prvenstvo Rijeke, Kotarska liga Rijeka je bila liga četvrtog stupnja nogometnog prvenstva Jugoslavije u sezoni 1957./58. 
 
Liga je igrana u dvije skupine i to: 

- "Primorska skupina" (grupa) – 9 klubova, prvak "Crikvenica"
- "Goranska skupina" (grupa) –

## Primorska skupina
Ljestvica
| mj. | klub                    | ut. | pob. | ner. | por. | gol+ | gol- | bod |
| --- | ----------------------- | --- | ---- | ---- | ---- | ---- | ---- | --- |
| 1.  | Crikvenica              | 16  | 13   | 1    | 2    | 73   | 21   | 27  |
| 2.  | Vulkan Rijeka           | 16  | 8    | 4    | 4    | 40   | 28   | 20  |
| 3.  | 3. maj Rijeka           | 16  | 8    | 3    | 5    | 31   | 23   | 19  |
| 4.  | Svjetlost Rijeka        | 16  | 6    | 6    | 4    | 32   | 29   | 18  |
| 5.  | Viktor Lenac Rijeka     | 16  | 5    | 3    | 8    | 27   | 34   | 13  |
| 6.  | Vinodol Novi Vinodolski | 16  | 7    | 3    | 6    | 50   | 33   | 17  |
| 7.  | Lučki radnik Rijeka     | 15  | 4    | 3    | 8    | 20   | 38   | 11  |
| 8.  | Klana                   | 16  | 3    | 3    | 20   | 21   | 50   | 29  |
| 9.  | Pomorac Kostrena        | 15  | 3    | 2    | 10   | 21   | 29   | 8   |

- ljestvica bez rezultata jedne utakmice

Rezultatska križaljka
| kratica | klub                    | 3MAJ | CRI | KLA | LUR | POM | SVJ | VIKL | VIN | VUL |
| --- | ----------------------- | ---- | --- | --- | --- | --- | --- | ---- | --- | --- |
| 3MAJ | 3. maj Rijeka           |      |     |     |     |     |     |      |     |     |
| CRI | Crikvenica              |      |     |     |     |     |     |      |     |     |
| KLA | Klana                   |      |     |     |     |     |     |      |     |     |
| LUR | Lučki radnik Rijeka     |      |     |     |     |     |     |      |     |     |
| POM | Pomorac Kostrena        |      |     |     |     |     |     |      |     |     |
| SVJ | Svjetlost Rijeka        |      |     |     |     |     |     |      |     |     |
| VIKL | Viktor Lenac Rijeka     |      |     |     |     |     |     |      |     |     |
| VIN | Vinodol Novi Vinodolski |      |     |     |     |     |     |      |     |     |
| VUL | Vulkan Rijeka           |      |     |     |     |     |     |      |     |     |
| |                         |      |     |     |     |     |     |      |     |     |
| podebljan rezultat - utakmice od 1. do 9. kola (1. utakmica između klubova) rezultat normalne debljine - utakmice od 10. do 18. kola (2. utakmica između klubova) rezultat nakošen - nije vidljiv redoslijed odigravanja međusobnih utakmica iz dostupnih izvora rezultat smanjen * - iz dostupnih izvora nije uočljiv domaćin susreta prekrižen rezultat - poništena ili brisana utakmica p - utakmica prekinuta 3:0 p.f. / 0:3 p.f. - rezultat 3:0 bez borbe n.i. - nije igrano |                         |      |     |     |     |     |     |      |     |     |

 Izvori:

## Goranska skupina
Sudionici
Ljestvica
Rezultatska križaljka